# Montella
Montella is een gemeente in de Italiaanse provincie Avellino (regio Campanië) en telt 7852 inwoners (31-12-2004). De oppervlakte bedraagt 83,3 km², de bevolkingsdichtheid is 94 inwoners per km².
De volgende frazioni maken deel uit van de gemeente: Tagliabosco.

## Demografie
Montella telt ongeveer 2763 huishoudens. Het aantal inwoners steeg in de periode 1991-2001 met 1,2% volgens cijfers uit de tienjaarlijkse volkstellingen van ISTAT.
| Jaar | Inwoneraantal |
| ---- | ------------- |
| 1991 | 7677          |
| 2001 | 7770          |

## Geografie
De gemeente ligt op ongeveer 546 meter boven zeeniveau.
Montella grenst aan de volgende gemeenten: Acerno (SA), Bagnoli Irpino, Cassano Irpino, Giffoni Valle Piana (SA), Montemarano, Nusco, Serino, Volturara Irpina.